# Per Belfrage
Per Åke Belfrage, född 3 december 1940 i Lunds stadsförsamling i dåvarande Malmöhus län, är en svensk läkare och professor
Per Belfrage blev student vid Lunds universitet 1959 och efter leverstudier medicine doktor 1966. Han blev docent i medicinsk och fysiologisk kemi vid Lunds universitet 1967 och utsågs senare till professor vid medicinska fakulteten på Lunds universitet. Han är ledamot av Stiftelsen Svenska Dagbladet.
Belfrage är son till överläkaren Sven Belfrage och skolläkaren Maj Heijbel-Belfrage samt sonson till bankdirektören Åke Belfrage.